# Alexandre Jacques de Bellaigue de Bughas
Alexandre Jacques de Bellaigue de Bughas (ur. 17 grudnia 1834 w Romagnat, w departamencie Puy-de-Dôme, zm. 4 czerwca 1913 w Grey, w departamencie Górna Saona) – francuski urzędnik konsularny i dyplomata.
Syn Pierre Gabriela Augustina de Bellaigue de Bughas i Mélanie Sébastienne Berard de Chazelles. Pełnił służbę we francuskiej służbie zagranicznej, m.in. w charakterze wicekonsula w Bitoli (1854-1858), agenta konsularnego w La Chaux-de-Fonds (1859) i Bazylei (1860), konsula stażysty w Neapolu (1862-1866), Gijon (1865-1866), konsula na Zanzibarze (1867), w Bostonie (1869-1870), Gdańsku (1870-1872) i Newcastle (1873-1876), z-cy dyrektora w Ministerstwie Spraw Zagranicznych. Następnie zarządzał własnym gospodarstwem rolnym.